# Calyptranthes canapuensis
Calyptranthes canapuensis är en myrtenväxtart som beskrevs av Ignatz Urban. Calyptranthes canapuensis ingår i släktet Calyptranthes och familjen myrtenväxter. Inga underarter finns listade i Catalogue of Life.